# 翁城翰林墓
翁城翰林墓，位于中国广东省韶关市翁源县翁城镇，为翁源县的一个县级文物保护单位，类型为古墓葬，公布时间为1985年1月15日。
翁城翰林墓的历史年代为清乾隆。